# Автомат (техніка)
Автом́ат (грец. αύτόματος — самодіючий) — пристрій (машина або система), який без безпосередньої участі людини, згідно з закладеною в ньому програмою, виконує процес сприймання, перетворення, використання й передачі енергії, матеріалів чи інформації. Автомати-машини (пристрої) і автомати-системи дуже різноманітні як за принципом дії, так і за своїм призначенням. Прикладами автоматів є: верстат-автомат, ігровий автомат, електронна обчислювальна машина, автоматичні апарати для космічних досліджень тощо.

## Класифікація
За принципом дії автомати поділяються на:
- автомати з розімкнутим колом керування, які діють за зовнішніми збуреннями,
- автомати з замкнутим колом керування, або з колом зворотного зв'язку,
- комбіновані автомати, що поєднують в собі принципи розімкнутого і замкнутого керування.

За призначенням автомати поділяються на:
- стабілізуючі,
- програмні,
- слідкуючі,
- кібернетичні.

## Історія
Першою системою автоматичного регулювання, про яку збереглися відомості, була система, про яку писав Агостіно Рамеллі у 1588 році. Вона стабілізувала швидкість обертання жорен млина. Зрозуміло, що чим швидше обертається жорно, тим частіше б'ють ребра шестигранної призми по жолобу, який подає зерно. Збільшення кількості зерна уповільнює швидкість. Навпаки, коли жорно обертається повільно, призма б'є по жолобу рідше, кількість зерна зменшується. У результаті швидкість обертання жорен залишається майже постійною. Отже, маємо замкнутий цикл передачі діяння: жорно діє на призму, призма — на жолоб, жолоб — на зерно, а зерно — на колесо. Такий замкнутий цикл передачі діяння називають колом зворотного зв'язку. Системи, які використовують це коло, мають дуже стабільні (жорсткі) характеристики.
У 1766 році російський теплотехнік І. І. Ползунов винайшов автоматичний регулятор рівня води в паровому котлі. В цьому регуляторі теж використана система замкнутого зворотного зв'язку (зміна рівня води впливав на поплавок, поплавок — на важіль, важіль — на клапан, який відкриває доступ воді в котел, а клапан — на рівень води). Тут ми знову зустрічаємося з системою замкнутого зворотного зв'язку. Пізніше у 1784 році англійський інженер Джеймс Ватт винайшов автоматичний регулятор швидкості обертання парового двигуна. Без такого регулятора парова машина не могла б працювати. Незначна зміна навантаження призводила б або до повного зупинення її, або до дуже великої швидкості обертання. Щоб запобігти цьому, з валом машини з'єднали відцентровий маятник. Коли збільшується швидкість, кулі маятника розходяться, внаслідок чого муфта переміщається вгору і з допомогою важеля діє на виконавчий елемент, який зменшує кількість пари, що подається до парової машини. Коли швидкість зменшується, зворотний зв'язок діє в протилежному напрямі. Отже, швидкість обертання машини стабілізується. Всі системи стабілізації в наведених прикладах діють за принципом замкнутого зворотного зв'язку, або, як ще кажуть, діють за відхиленням регульованої величини (швидкість, рівень води тощо). Але не менш важливим є принцип регулювання за збуренням, під яким розуміють причини, що викликають зміни регульованої величини. Регулювання за збуренням при певних умовах є регулюванням за розімкнутим циклом.
Автоматичний диференціальний регулятор відстані між електродами дугової лампи, виготовленого В. М. Чиколєвим у 1869 році. Відстань між електродами, яка повинна бути стабільною, зовсім не вимірюється. На електромагніти, які зближують або розводять електроди, діють струм і напруга дуги. Регулятор В. М. Чиколєва діє за принципом збурення, а не за принципом відхилення регульованої величини. У СРСР було розроблено спеціальну теорію комбінованих автоматичних систем, яка поводить значні переваги їх над іншими автоматичними системами щодо точності й швидкості. При певних умовах (так звані умови інваріантності) комбіновані автомати діють з надзвичайно великою точністю. Теорія інваріантності має дуже велике практичне значення. Ідея повної інваріантності належить професору Г. В. Щипанову (1938). Але тільки в 1948 році академік В. С. Кулебакін довів можливість побудови фізичних систем (мостових схем) за умовами інваріантності. В 1951 році було розроблено практичні системи автоматичного регулювання із спрямованою передачею діяння, що задовольняють умови інваріантності. Так було доведено практичну цінність теорії інваріантності, яка до того часу різко заперечувалась (як пізніше і кібернетика). Помилковим в теорії професора Г. В. Щипанова було те, що він припускав можливість повного усунення похибки в системах, які діють за принципом відхилення, хоч це можливо лише в комбінованих системах і в системах, що діють за збуренням.

## Стабілізуючі автомати
Стабілізуючі автомати, або автомати-регулятори, підтримують певну фізичну величину на постійному рівні. Автомат-регулятор разом з машиною, до якої він належить, становить так звану систему автоматичного регулювання. Наприклад, система регулювання курсу корабля, який рухається по заданій простій лінії, називають системою стабілізації курсу.

## Спостережні автомати та системи
Спостережні автомати, або спостережні системи, змінюють деякі фізичні величини за певним законом залежно від певних зовнішніх факторів, зміну яких не можна передбачити. Наприклад, до спостережних систем відносять систему регулювання курсу корабля, яка примушує його рухатись по кривій, що відтворює обриси берега. В даному разі не кожна заздалегідь передбачити всі вигини берега, щоб задати системі певний напрям руху корабля на певній відстані від берега. Спостережна система може примусити корабель рухатись точно за траверсою предмета, що довільно переміщається по березі, по воді або в повітрі.
Спостережні системи, як і системи стабілізації, діють або за принципом замкнутого зворотного зв'язку, або за принципом розімкнутого циклу, тобто діють за збуренням, яким є кут повороту командного вала.

## Програмні автомати
Програмні автомати, або системи програмного регулювання, змінюють деякі фізичні величини за певним законом залежно від часу або шляху, який проходить система. Наприклад, програмною системою в системі регулювання курсу корабля за годинниковим механізмом, який змінює заданий курс в певні моменти часу. В даному разі програма задана в часі. До програмних систем належить також система, яка регулює рух корабля за заданою, точно відомою кривою (програма задана в шляху). Програмна система регулювання відрізняється від слідкуючої системи тільки тим, що командний вал приводиться в дію годинниковим механізмом. Дуже схожі на системи з постійною програмою машини та системи з постійним алгоритмом дії. Прикладом машини-автомата, яка діє за певним постійним алгоритмом, є автоматична потокова лінія. Верстати-автомати також є машинами з заданим алгоритмом дії. Вони самостійно здійснюють всі робочі і холості допоміжні рухи, необхідні для виконання даного технологічного процесу. За певним постійним алгоритмом працюють різноманітні верстати-автомати: металорізні, деревообробні, ливарні, ковальські, зварювальні, текстильні, харчові, взуттєві, скляні, пляшкові, папероробні, сірникові тощо.
Сучасасний автомат — гідрофікована і електрифікована машина. Крім механізмів керування, автомат має механізми живлення, затиску, фіксації, контролю та інше. Незважаючи на всю різноманітність існуючих технологічних процесів, здійснюваних різними автоматами, робота механізмів усіх їх зводиться до виконання ряду однорідних елементарних рухів у певній послідовності. Змінюються лише робочі інструменти і деякі пристосування, зв'явані з специфікою даного процесу.

## Кібернетичні автомати
Найдосконалішими є кібернетичні автомати. Однією з основних ідей кібернетики є думка про аналогію процесів керування в живих істотах і автоматах. І ті й ті мають властивість пристосовуватись до різних умов середовища. До появи кібернетики автомати працювали за постійним законом слідкування або за постійною програмою дії, шо встановлювались людиною перед пуском автомата в дію. На протилежність цьому кібернетичні системи автоматично змінюють завдання регулювання з метою поліпшення дії всієї системи в цілому. Так з'явились системи-автомати з самозмінюваними характеристиками. Працюючи в умовах дуже змінних навантажень і перешкод, вони самі підбирають уставку, значення параметрів, закони слідкування, нелінійні та ймовірні характеристики, програми й алгоритми дії, визначають час вимикання системи, змінюють її структуру та інші показники відповідно до умов роботи або до змін внутрішнього стану системи.
Екстремальні регулятори відшукують найкращий кут повороту лопаток турбін, підтримують умови мінімальної втрати палива в двигунах внутрішнього згоряння, визначають умови для досягнення максимального значення ККД парових котлів і т. д. Останнім часом розроблено системи, які аналізують хід виробничого процесу і визначають найвигідніший режим роботи на великих підприємствах нафтопереробної й хімічної промисловості, в енергосистемах, а також визначають заходи для підвищення ефективності виробництва, (автоматичні диспетчери). Є також спроби застосувати кібернетику для планування як окремих виробництв, так і цілих галузей промисловості в масштабі всієї країни.

## Скінченні автомати
До складу скінченних автоматів входять елементи (реле, тригери тощо), які мають скінченне число станів. До цієї групи належать захисні автомати. В комп'ютерних науках існує теорія автоматів, основним об'єктом вивчення якої саме скінченні автомати.

## Теорія автоматичного регулювання
Успішна розробка різноманітних типів автоматів пов'язана з глибокою теоретичною роботою в цій галузі. Ще Д. Максвелл застосовував диференціальні рівняння для аналізу роботи автоматичних систем. Але основоположником теоретичних основ автоматичного регулювання є І. О. Вишнеградський, професор Петербурзького технологічного інституту. В Україні теорія автоматичного регулювання розроблялась багатьма вченими, серед яких можна назвати першого директора Київського політехнічного інституту В. Л. Кирпичова, професора К. Е. Реріха, професора І. М. Ніколаї та інших. Велике значення для розвитку теорії автоматичного регулювання мали праці академіка О. М. Ляпунова.
Запровадження автоматів є найважливішим фактором технічного прогресу в усіх галузях економіки, різкого підвищення продуктивності праці і невпинного зростання добробуту.